# 마쿠에니현

마쿠에니현

마쿠에니현(Makueni County)은 케냐를 구성하는 47개 현 가운데 하나로 현도는 워테이며 면적은 8,008.9km2, 인구는 884,527명(2009년 기준)이다. 2013년에 실시된 행정 구역 개편에 따라 동부주에서 분리되어 신설되었다. 북쪽으로는 마차코스현, 동쪽으로는 키투이현, 남쪽으로는 타이타타베타현, 서쪽으로는 카지아도현과 접한다.

## 같이 보기
- 키투이현
- 마차코스현
- 카지아도현